# ショートカット部
ショートカット部は、東京を拠点として活動する、日本のエンターテインメント集団である。

## メンバー
| 名前      | よみがな      | 生年月日 | 担当カラー | キャッチフレーズ   | 備考           |
| --------- | ------------- | -------- | ---------- | ------------------ | -------------- |
| 藤崎 結梨 | ふじさき ゆり | 11月4日  | 紫         | 病み闇子猫ちゃん   | 2021年3月 加入 |
| 鈴根 百恵 | すずね もえ   | 8月19日  | 緑         | 喋らなければ清純派 | 2022年5月 加入 |

### 過去のメンバー
| 名前           | よみがな        | 生年月日 | 担当カラー | キャッチフレーズ   | 備考                             |
| -------------- | --------------- | -------- | ---------- | ------------------ | -------------------------------- |
| 星乃 ちろる    | ほしの ちろる   | 1月1日   | 黄         | 陽カワぶりっこ     | 2020年5月6日 卒業                |
| 立夏-Ricca-    | りっか          | 7月2日   | 赤         | こじらせ少年ガール | 2021年1月31日卒業                |
| 大島 はるな    | おおしま はるな | 4月5日   | 紫         | ぱっぱら姫君       | 2021年1月31日卒業                |
| コウトウマリア | こうとう まりあ | 9月9日   | 緑         | バブみメーカー     | 2021年1月31日卒業                |
| 日乃 律        | ひの りつ       | 4月17日  | 赤         | 欲張り太陽         | 2021年1月加入 2021年8月23日卒業  |
| 鈴原 紗央      | すずはら さお   | 12月6日  | 青         | 魅惑の富士山       | 2020年7月加入 2022年4月10日卒業  |
| 高宮 茜        | たかみや あかね | 12月30日 | 黄         | いかれぴよぴよ     | 2020年7月 加入 2022年9月25日脱退 |
| 花宮 ふみの    | はなみや ふみの | 12月9日  | 白         | 感情爆発服飾屋さん | 2021年8月 加入 2022年9月4日卒業  |

## 経歴
2019年
- 1月21日 ソロで歌手、アイドルとして活動していた、立夏-Ricca-、星乃ちろる、大島はるな、コウトウマリアの4人が「平成最後の青春始めます」をコンセプトに結成[1][2][3][4]。ソロ活動を継続しつつ、TikTokに毎日動画投稿を継続（2020年8月15日現在）している。
- 3月24日 楽しんご公認妹分ユニットとして、デビューライブ開催[5]。
- 4月7日 HELLCATPUNKSとのコラボレーションアイテムのリリース&1日店長イベントを実施[6]。
- 4月29日 楽しんごのプロレスデビューにあわせ、『チーム・ドドスコ』として出演[7]。

2020年
- 2月9日から11日 さっぽろ雪まつりに出演。最高気温マイナス2.8度の中、へそ出し衣装で出演して話題となる[8]。
- 3月29日 1stワンマンライブを予定していたが、新型コロナウイルス感染症の影響を受け、開催を延期した。
- 4月18日 星乃ちろるが、5月6日でのショートカット部卒業および、12月30日でのアイドル活動引退を発表。
- 5月6日 星乃ちろる、延期となった1stワンマンライブおよびCD発売以外の活動を終了。メンバー3人で活動を継続する。
- 7月18日 青春☆ワンダーランド in FUKUOKA!! vol.6にて、高宮茜、鈴原紗央の加入を発表。メンバー5人での活動を開始する。
- 8月23日 延期となった1stワンマンライブを横浜1000 CLUBにて開催。
- 12月20日 1stアルバム発売ツアー終了をもって、星乃ちろるが完全に活動を終了。あわせて、2021年1月31日での、立夏-Ricca-、大島はるな、コウトウマリアのショートカット部卒業を発表[9]。

2021年
- 1月31日 今池CLUB 3STARにて開催したショートカット部主催ライブより、新メンバーの日乃律の加入に伴う新体制での始動[10]。
- 3月28日 新メンバーとして藤崎結梨が加入[11]。
- 6月13日 高宮茜が一身上の都合により活動を休止[12]。
- 6月14日 新メンバーとして葉山あゆりが加入[13]。
- 7月18日 活動を休止していた高宮茜が復帰[14]。
- 8月23日 新宿ReNYで開催のショートカット部 単独公演「決意の誓い」にて、日乃律が卒業[15]。
- 8月23日 新メンバーとして花宮ふみのが加入。
- 8月30日 葉山あゆりがソロ活動に専念するため、退部[16]。

## ディスコグラフィー

### シングル
| #   | 発売日         | タイトル                   | 規格 | 規格品番 | 収録曲                                                                                        | オリコン 最高位 | レーベル      | 備考 |
| --- | -------------- | -------------------------- | ---- | -------- | --------------------------------------------------------------------------------------------- | --------------- | ------------- | ---- |
| 1st | 2019年5月19日  | Jewelry Box                | CD   |          | 1. Sparkling (Inst) 2. Jewelry Box 3. We're Perfect 4. Spring Sprite                          |                 |               |      |
| 2nd | 2019年10月19日 | ANCHOR                     | CD   |          | 1. ANCHOR 2. No Reason No Brake                                                               |                 |               |      |
| 3rd | 2021年3月30日  | 誓いのショートカット / Ray | CD   | PBR-1    | 1. 誓いのショートカット 2. Ray 3. 誓いのショートカット（Instrumental） 4. Ray（Instrumental） | 59位            | PABLO Records |      |
| 4th | 2022年1月26日  | CLENCH!                    | CD   | PBR-0002 | 1. CLENCH! 2. Ray 3. CLENCH!（off Vocal）                                                     | 65位            | PABLO Records |      |

### アルバム
| #   | 発売日        | タイトル     | 規格 | 規格品番 | 収録曲 | 備考 |
| --- | ------------- | ------------ | ---- | -------- | --- | ---- |
| 1st | 2020年8月23日 | アドレセンス | CD   | SCC-0003 | 1. SE -Are you Ready?- 2. ANCHOR 3. サイレン 4. Fantastic Wonderland 5. Get Up 6. No Reason No Brake 7. Spring Sprite 8. Summer Sky 9. シーソーゲーム 10. We’re Perfect 11. アドレセンス |      |

## 出演

### ウェブテレビ
- 矢口真里の火曜The NIGHT（2022年8月31日、ABEMA）高宮のみ